# Alcopop

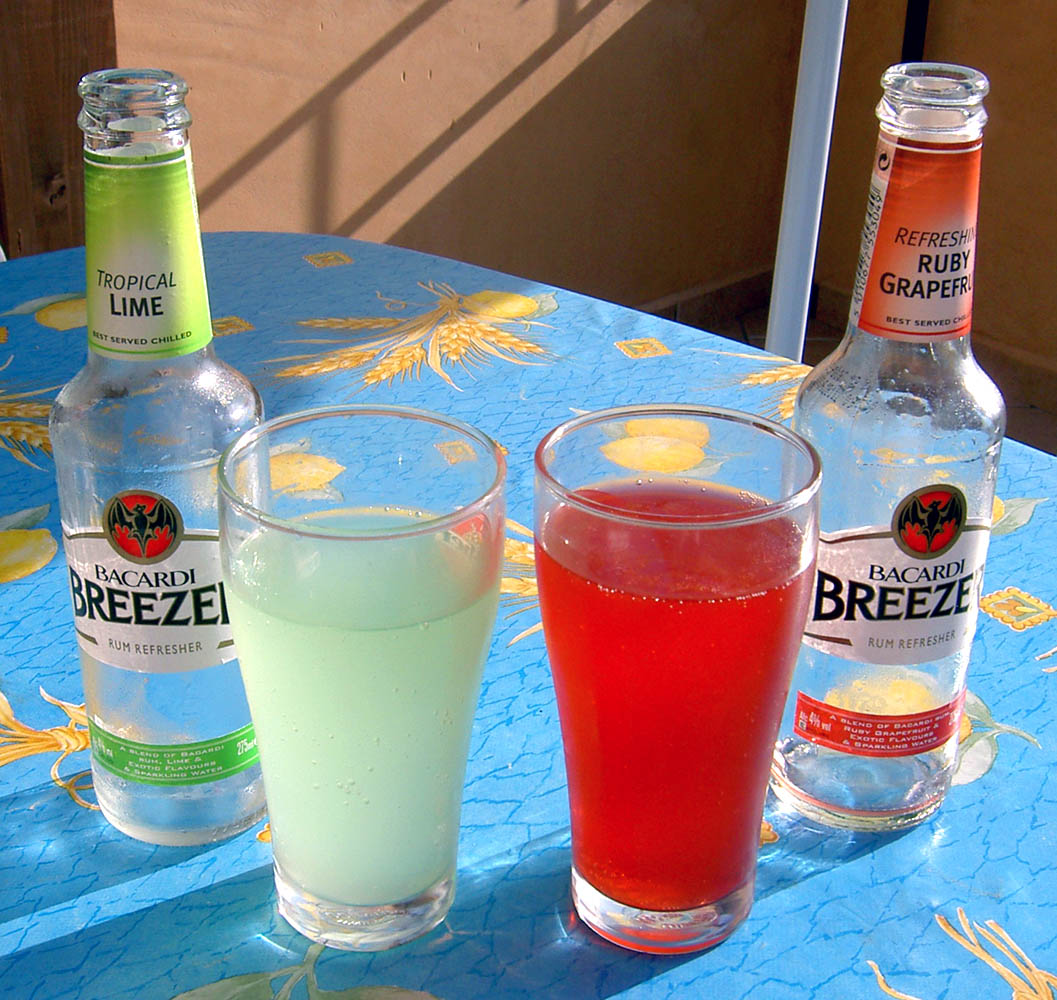
Bacardi Breezer

Een alcopop is een limonadeachtig mixdrankje dat alcohol bevat. Er zijn drankjes die van tevoren gemixt zijn met sterkedrank, die ook in supermarkten verkocht worden, zoals Bacardi Breezer of wodka gemengd met Red Bull. Al deze drankjes bevatten zo’n 4% vol tot 8% vol alcohol.
Omdat de drankjes zoet smaken, proeft men de alcohol minder en drinkt het makkelijker weg. Veel jongeren vinden bier niet lekker smaken, omdat het niet zoet is. Daarom zullen ze sneller uitwijken naar een alcopop.
In een glas alcopop zit evenveel alcohol als in een glas bier, een wijntje of in een glaasje sterkedrank.

## Geschiedenis
Alcopops komen oorspronkelijk uit Australië. Eerst kwamen ze in Engeland op de markt in de zomer van 1995, later verspreidde het zich naar Noord-Amerika, Japan en de rest van de wereld.